# Ултраљубичаста астрономија
Термин ултраљубичаста астрономија се генерално односи на опсервације електромагнетне радијације и ултраљубичастих таласа величине између 10 и 320 нанометара.
Линије мере ултраљубичастог спектра користе се за разазнавање хемијске композиције, густине и температуре међузвезданог медија, као и температуре и композиције врелих младих звезда. Ултраљубичаста посматрања такође омогућавају потребне информације о еволуцији галаксија.
Ултраљубичасти свемир изгледа доста другачије од познатих звезда и галаксија које су видљиве на светлу.
Већина звезда су заправо релативно хладни објекти који емитују већину своје електромагнетне радијације у видокругу ближих инфрацрвених делова спектра. 
Ултраљубичаста радијација је препознатљива код врелијих објеката, типично у раној и касној фази њихове еволуције.
Ако бисмо видели небо у ултраљубичастом светлу, већина звезда би избледела. Видели бисмо неке јако младе масивне звезде и неке веома старе звезде и галаксије, које постају све топлије и производе све већу енергију радијације близу свог рођења или смрти. Облаци гаса и прашине би блокирали наш видокруг у многим правцима дужином Млечног пута.
Свемирски телескоп Хабл и Далеки ултраљубичасти стетоскопски истражитељ су скорашњи велики свемирски телескопи који виде далеке и ближе ултраљубичасте спектре неба.

## Ултраљубичасти свемирски телескопи
- - Далеко ултраљубичарти спектограф на Аполу 15 (април 1972)
- + Европска организација за истраживање свемира - Тор-Делта 1А (135-286 нм; 1972–74)
- - Орбитална астрономска опсерваторија (#2:1968-73. #3:1972-81)
- - Орион 1 и Орион 2 свемирске опсерваторије (#1:1971; 200-380 нм спектар; #2:1973; 200-300 нм спектар)
- +  - Астрономски сателит Холандије (150-330 nm, 1974–76)
- + Европска свемирска агенција - Међународни ултраљубичасти истраживач (115-320 нм спектар, 1978–96)
- - Астрон 1 (1983–89; 150-350 нм)
- - Глазар 1 и 2 на Миру (на Кванту 1, 1987-2001)
- - Екстремни ултраљубичасти истраживач (7-76 нм, 1992-2001)
- - Далеки ултраљубичасти спектроскопски истраживач (90.5-119.5 нм, 1999-2007)
- + Европска свемирска агенција - Екстремни ултраљубичасти имиџинг телескоп (на СОХО-у на 17.1, 19.5, 28.4, и 30.4 нм)
- - ГАЛЕКС (135-280 нм, 2003-2013)
- + Европска свемирска агенција - Свемирски телескоп Хабл (Хабл СТИС 1997–115–1030 нм) (Хабл ВФЦ3 2009–200-1700 нм)
- - Свифт мисија праска гама-зрака (170–650 нм спектар, 2004-- )
- - Хопкинс ултраљубичасти телескоп (летео 1990. и 1995. године)
- - РОСАТ[1] (17-210eV) (30-6 нм, 1990-1999)
- - Астросат (130-530 нм, још увек није лансиран)